# Wu Xing

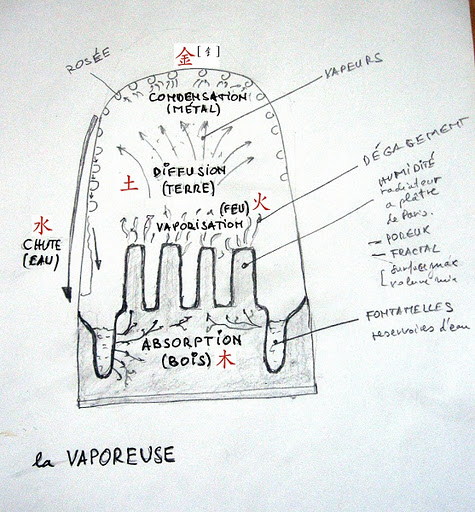
Circuitul apei într-o butelie de rouă

Wu Xing (pronunțat aproximativ uu șin), în fizica tradițională chinezească, înseamnă cele cinci transformări. Substanța se conservă, dar trece dintr-o stare în alta într-un ciclu cu cinci faze, și anume: foc (火 huǒ), apă (水 shuǐ), lemn (木 mù), metal/aur (金 jīn) și pământ/sol (土 tǔ).

## Cele cinci transformări chinezești
Transformările generativă sunt menționate în ordinea producerii, începând cu lemn:
- lemn
- foc
- pământ/sol
- metal/aur
- apă

Transformările distructivă sunt menționate în ordinea producerii, începând cu lemn:
- lemn
- pământ/sol
- apă
- foc
- metal/aur

## Cele cincitransformări ale apei în natură
- evaporare
- difuzie
- condensare
- ploaie
- infiltrație

## Cele cinci transformări ale electricității în natură
- recombinare
- difuzie
- ionizare
- fulger
- împământare